# Bryopastor pentagonus
Bryopastor pentagonus är en mossdjursart som först beskrevs av Canu och Bassler 1929.  Bryopastor pentagonus ingår i släktet Bryopastor och familjen Bryopastoridae. Inga underarter finns listade i Catalogue of Life.